# ブレス・ザ・チャイルド
『ブレス・ザ・チャイルド』（原題：Bless the Child）は、2000年のアメリカ合衆国のホラー映画。原作はキャシー・キャッシュ・スペルマンの同名の小説。

## あらすじ
看護師のマギー・オコナーは、行方不明になった妹ジェナの娘で自閉症を抱えているコーディを育てている。コーディが6歳になり、彼女が自閉症児のためのローマ・カトリック系の学校に通っているとき、突然ジェナは姿を現し、ジェナの夫とするエリック・スタークとともにコーディをさらう。
子供たちが行方不明になる事件を追っていたFBIのジョン・トラヴィスは、コーディの誕生日が、行方不明者と同じであることに気づく。そしてコーディーが手を使わずに物を動かしたり、死んだ鳥を生き返らせるなどといった能力を持っていることが判明する。コーディを取り戻したいと思ったマギーは、エリックが 、ベツレヘムの星が戻ってきてから2000年経つ1993年12月16日に生まれた子供を探している新生会（"New Dawn"）というカルト教団の教祖であることを知る。
マギーは教団からの脱退を図っているシェリー・ポストという女性と接触する。 シェリーはマギーに自分の所属する教団がサタンを崇拝していて、自らの悪事のためにコーディを利用しようとしていることを話すが、その後教団に殺されてしまう。
マギーとトラヴィスが駆けつけたとき、儀式は行われつつあった。その会場が燃え出したとき、トラヴィスはエリックを射殺。マギーもコーディをかばって射殺されてしまうが、コーディの力によって生き返るのであった。

## キャスト
※括弧内は日本語吹き替え
- マギー・オコナー - キム・ベイシンガー（高島雅羅）
- ジェナ・オコナー - アンジェラ・ベッティス（冬馬由美）
- コーディ・オコナー - ホリストン・コールマン（川田妙子）
- エリック・スターク - ルーファス・シーウェル（中田和宏）
- ジョン・トラヴィス - ジミー・スミッツ（田中正彦）
- シェリー・ポスト - クリスティーナ・リッチ（石塚理恵）
- フランク・ブガッティ - マイケル・ガストン（星野充昭）
- ダーニャ - ディミトラ・アーリス（火野カチ子）
- グリソム司教 - イアン・ホルム（小林清志）

## 評価
この映画の評価は非常に悪く、Rotten Tomatoesでの評価は3%で、その週の中で最も悪い評価の映画第29位にランクインした。
映画評論家のブルース・カークランドは、この映画に登場するカルト教団新生会のロゴがサイエントロジーのレトリックやシンボルに似ていることを指摘した。

## 受賞歴

### ノミネート
第21回ゴールデンラズベリー賞
- 最低女優賞:キム・ベイシンガー